# 東戴河駅
東戴河駅（とうたいかえき）は中華人民共和国遼寧省葫芦島市綏中県にある、中国鉄路総公司（CR）京哈線（秦瀋旅客専用線）の駅。瀋陽鉄道局所属の駅に設定されている。

## 駅構造
駅舎の土地面積は3880平方メートルを有する。
ホームは相対式ホーム2面2線を有する。中央の2線は通過線（本線）となっており、ホームに接しているのは副本線である。

## 歴史
- 2014年2月25日 - 開業[2][3]。

## 隣の駅
中国鉄路総公司
京哈線（中国鉄路総公司）
山海関駅 - 東戴河駅 - 綏中北駅